# Lasiini
Tribu
Lasiini est une tribu de fourmis de la sous-famille des Formicinae.

## Liste des genres
Selon ITIS (22 mai 2019) :
- genre Acanthomyops Mayr, 1862
- genre Euprenolepis Emery, 1906
- genre Lasius Fabricius, 1804
- genre Myrmecocystus Wesmael, 1838
- genre Paratrechina Motschoulsky, 1863
- genre Prenolepis Mayr, 1861
- genre Protrechina Wilson, 1985 †
- genre Pseudolasius Emery, 1887
- genre Teratomyrmex McAreavey, 1957

## Publication originale
- (en + fr) William H. Ashmead, « A Skeleton of a New Arrangement of the Families, Subfamilies, Tribes and Genera of the Ants, or the Superfamily Formicoidea », The Canadian Entomologist, Ottawa, Société d'entomologie du Canada, vol. 37, no 11,‎ novembre 1905, p. 381-384 (ISSN 0008-347X et 1918-3240, OCLC 01553087, DOI 10.4039/ENT37381-11, lire en ligne).